# 新春盃
新春盃（しんしゅんはい）は愛知県競馬組合が施行する地方競馬の準重賞（格付はP）競走（平地競走）である。かつては三重テレビ放送、楽天、競馬エースが優勝杯を提供していた。現在の正式名称は「HBA日高軽種馬農業協同組合長賞 新春盃」。

## 概要
1961年にサラブレッド系5歳（現4歳）以上の東海（笠松・愛知）所属馬限定の重賞競走「東海キング新春特別」として創設。1962年は施行されなかったが、1963年に名称を「新春グランプリ」に変更し施行された。以降は名古屋競馬の正月開催を飾る名物競走として毎年1月上旬に開催されている。1983年 - 1996年の間は1月4日に固定開催、1997年からは東海地区重賞格付け制度施行によりSPII（スーパープレステージツー）に格付けされた。
2002年に名称を「新春盃」に変更され、2006年に三重テレビ放送から優勝杯の提供を受け、名称を「三重テレビ賞 新春盃」に変更。2013年は楽天から優勝杯の提供を受け、名称を「楽天競馬賞 新春盃」に変更。2014年からは、競馬エースより優勝杯の提供を受け「競馬エース賞 新春盃」として行われていた。
2020年より準重賞に格下げされている。
施行距離は創設当初はダート2500m、1963年と1965年 - 1966年ではダート2100m、1964年のみダート2400m、1968年 - 1970年と1972年 - 1991年ではダート1900m、1992年 - 1998年ではダート1800m、2003年 - 2011年ではダート1400m、2012年から2022年まではダート1800mで施行された。なお、1971年と1999年 - 2002年までは中京競馬場のダートコース（1971年のみダート2000m、1999年ではダート1700m、2000年 - 2002年ではダート1000m）で施行された。
2023年は名古屋競馬場の移転に伴い、距離がダート1700mへ、翌2024年からは2000mとなる。
負担重量は創設当初から2005年までと2007年ではハンデキャップ、2006年のみ別定重量、2008年以降は定量で56kg、牝馬は54kgである。

### 条件・賞金等（2024年）
出走条件
サラブレッド系3歳以上、東海所属、B級以下。
負担重量
定量
賞金額
1着150万円、2着52万5000円、3着30万円、4着22万5000円、5着15万円。
副賞
HBA日高軽種馬農業協同組合長賞

## 歴史
- 1961年 - 名古屋競馬場のダート2500mのサラブレッド系5歳（現4歳）以上の東海所属馬限定のハンデキャップの重賞競走「東海キング新春特別」として創設。
- 1963年
  - 施行距離をダート2100mに変更。
  - 名称を「新春グランプリ」に変更。
- 1964年 - 当年のみ、ダート2400mで施行。
- 1967年 - 施行距離をダート1900mに変更。
- 1971年 - 当年のみ、中京競馬場のダート2000mで施行。
- 1983年 - 施行時期を1月4日の固定開催に変更（1996年まで）。
- 1992年 - 施行距離をダート1800mに変更。
- 1997年 - 東海地区重賞格付け制度施行によりSPIIに格付け。
- 1999年 - 当年のみ、中京競馬場のダート1700mで施行。
- 2000年 - 施行場を中京競馬場のダート1000mに変更。
- 2001年
  - 馬齢表示の国際基準への変更に伴い、出走条件を「サラブレッド系5歳以上の東海所属馬」から「サラブレッド系4歳以上の東海所属馬」に変更。
  - 愛知の吉田稔が騎手として史上初の連覇。
  - 愛知の瀬戸口悟が調教師として史上初の連覇。
- 2002年 - 名称を「新春盃」に変更。
- 2003年 - 施行場を現在の名古屋競馬場のダート1400mに変更。
- 2004年 - 愛知の宇都英樹が騎手として史上2人目の連覇。
- 2006年
  - 負担重量を「ハンデキャップ」から「別定重量」に変更。
  - 三重テレビ放送から優勝杯の提供を受け、名称を「三重テレビ賞 新春盃」に変更。
- 2007年 - 負担重量を「別定重量」から「ハンデキャップ」に戻す。
- 2008年 - 負担重量を「ハンデキャップ」から「定量」に変更。
- 2012年 - 施行距離をダート1800mに変更。
- 2013年 - 楽天から優勝杯の提供を受け、名称を「楽天競馬賞 新春盃」に変更。
- 2014年 - 競馬エースから優勝杯の提供を受け、「競馬エース賞 新春盃」に変更。
- 2020年 - 準重賞に降格。
- 2022年 - レース名が新春盃となる。
- 2023年
  - 名古屋競馬場の移転に伴い、施行距離をダート1700mに変更。
  - レース名が「HBA日高軽種馬農業協同組合長賞 新春盃」となる。
- 2024年 - 施行距離をダート2000mに変更[5]。

### 歴代優勝馬
| 回数   | 施行年月日    | 優勝馬             | 性齢 | 所属 | タイム | 優勝騎手   | 管理調教師 |
| ------ | ------------- | ------------------ | ---- | ---- | ------ | ---------- | ---------- |
| 第1回  | 1961年1月3日  | イチタケホマレ     | 牡6  |      | 2:45.3 | 光岡直三郎 |            |
| 第2回  | 1963年1月4日  | ヒガシフアスト     | 牡5  | 笠松 | 2:15.9 | 矢野雅典   | 矢野仁市   |
| 第3回  | 1964年1月5日  | シズマサ           | 牡7  |      | 2:38.6 | 市川安一   |            |
| 第4回  | 1965年1月10日 | オーシヤチ         | 牡6  | 愛知 | 2:15.4 | 山本栄二   | 伊藤定雄   |
| 第5回  | 1966年1月9日  | カネコホマレ       | 牡5  |      | 2:16.4 | 木村鶴男   |            |
| 第6回  | 1967年1月8日  | テツリユウ         | 牡7  | 愛知 | 2:03.2 | 藤ヶ崎一男 | 光岡直三郎 |
| 第7回  | 1968年1月7日  | ゴールドロマン     | 牡5  | 愛知 | 2:02.0 | 市川安一   | 尾村       |
| 第8回  | 1969年1月12日 | ハクラン           | 牡5  |      | 2:01.0 | 藤ヶ崎一男 |            |
| 第9回  | 1970年1月11日 | スピーデーワンダー | 牡4  | 愛知 | 2:02.6 | 山田義男   |            |
| 第10回 | 1971年1月10日 | トモエツバメ       | 牡5  |      | 2:04.2 | 古賀土生   |            |
| 第11回 | 1972年1月9日  | スズホツプオー     | 牡6  |      | 2:03.2 | 冨田光吉   |            |
| 第12回 | 1973年1月7日  | アワード           | 牡5  |      | 2:02.7 | 伊藤光雄   |            |
| 第13回 | 1974年1月6日  | キンイチ           | 牡5  | 笠松 | 2:02.7 | 後藤保     | 梶原軍造   |
| 第14回 | 1975年1月5日  | タニノゴールド     | 牝6  | 愛知 | 2:01.1 | 望月高司   | 山本榮二   |
| 第15回 | 1976年1月7日  | サカエツキヒメ     | 牝7  | 愛知 | 2:01.9 | 迫田清美   | 榊原       |
| 第16回 | 1977年1月9日  | サンキン           | 牡4  | 愛知 | 2:02.8 | 内村寛司   | 竹田正克   |
| 第17回 | 1978年1月8日  | ブレーブボーイ     | 牝4  | 笠松 | 2:02.6 | 山田義男   | 大薮憲三   |
| 第18回 | 1979年1月7日  | スズカオーヒメ     | 牝6  | 愛知 | 2:01.2 | 白坂芳文   | 西山好夫   |
| 第19回 | 1980年1月6日  | ダイタクチカラ     | 牡6  | 笠松 | 1:59.9 | 山田義男   | 倉間昭夫   |
| 第20回 | 1981年1月7日  | クインフアースター | 牝6  | 愛知 | 2:04.3 | 宮本仁     | 神山明     |
| 第21回 | 1982年1月6日  | ハローキング       | 牡5  | 愛知 | 2:03.1 | 田中敏和   | 野島三喜雄 |
| 第22回 | 1983年1月4日  | ゴールドレツト     | 牡4  | 愛知 | 2:02.0 | 原口次夫   | 磯村林三   |
| 第23回 | 1984年1月4日  | ハクサンハーロツク | 牡5  | 愛知 | 2:02.9 | 坂本敏美   | 松村勇     |
| 第24回 | 1985年1月4日  | ライトスラツガー   | 牡5  | 愛知 | 2:03.2 | 山内和明   | 瀬戸口悟   |
| 第25回 | 1986年1月4日  | グレートローマン   | 牡5  | 愛知 | 2:00.8 | 田中敏和   | 野島豊     |
| 第26回 | 1987年1月4日  | ベストシングル     | 牡5  | 愛知 | 2:03.8 | 望月高司   | 本名信行   |
| 第27回 | 1988年1月4日  | サクラエイサイ     | 牡7  | 愛知 | 2:02.6 | 白坂芳文   | 西山好夫   |
| 第28回 | 1989年1月4日  | ウオロービジヨン   | 牡6  | 愛知 | 2:01.7 | 黒宮高徳   | 山田義男   |
| 第29回 | 1990年1月4日  | ミヤシロナイト     | 牡6  | 愛知 | 2:03.6 | 兒島真二   | 荒木市雄   |
| 第30回 | 1991年1月4日  | タイツクバ         | 牡7  | 愛知 | 2:03.2 | 黒宮高徳   | 野島三喜雄 |
| 第31回 | 1992年1月4日  | ハヤブサモン       | 牡7  | 愛知 | 1:56.3 | 安部幸夫   | 伊藤辰雄   |
| 第32回 | 1993年1月4日  | ブルバードライジン | 牡6  | 愛知 | 1:58.3 | 丹羽克輝   | 本村夫美高 |
| 第33回 | 1994年1月4日  | メーカーロッキー   | 牡6  | 笠松 | 1:56.3 | 安藤光彰   | 加藤健     |
| 第34回 | 1995年1月4日  | レットファスター   | 牡6  | 愛知 | 1:55.3 | 原口次夫   | 磯村林三   |
| 第35回 | 1996年1月4日  | アメージングレイス | 牡5  | 笠松 | 1:55.3 | 安藤勝己   | 荒川友司   |
| 第36回 | 1997年1月3日  | マジックガール     | 牝5  | 愛知 | 1:58.0 | 安部幸夫   | 松橋寛     |
| 第37回 | 1998年1月2日  | ナガラダンディ     | 牡6  | 愛知 | 1:58.0 | 戸部尚実   | 斉藤弘光   |
| 第38回 | 1999年1月3日  | ゴールドプルーフ   | 牡4  | 愛知 | 1:48.1 | 丸野勝虎   | 今津勝之   |
| 第39回 | 2000年1月2日  | ゴールデンチェリー | 牝6  | 愛知 | 0:58.8 | 吉田稔     | 瀬戸口悟   |
| 第40回 | 2001年1月2日  | シャンハイロード   | 牡5  | 愛知 | 1:00.4 | 吉田稔     | 瀬戸口悟   |
| 第41回 | 2002年1月2日  | サンキューホーラー | 騸7  | 愛知 | 1:00.2 | 丸野勝虎   | 本名信行   |
| 第42回 | 2003年1月2日  | ホウザンテンユウ   | 牝5  | 愛知 | 1:28.9 | 宇都英樹   | 国光徹     |
| 第43回 | 2004年1月1日  | マルブツワールド   | 牡4  | 愛知 | 1:26.8 | 宇都英樹   | 斉藤弘光   |
| 第44回 | 2005年1月2日  | オグリスキー       | 牡5  | 笠松 | 1:28.8 | 安部幸夫   | 山中輝久   |
| 第45回 | 2006年1月2日  | マイネフォクシー   | 牝5  | 愛知 | 1:28.5 | 丸野勝虎   | 竹地正樹   |
| 第46回 | 2007年1月1日  | クィーンロマンス   | 牝6  | 笠松 | 1:29.3 | 尾島徹     | 山中輝久   |
| 第47回 | 2008年1月1日  | リスポンスフウジン | 牡7  | 愛知 | 1:29.9 | 戸部尚実   | 川西毅     |
| 第48回 | 2009年1月1日  | ノゾミカイザー     | 牡4  | 愛知 | 1:30.2 | 吉田稔     | 錦見勇夫   |
| 第49回 | 2010年1月1日  | ディスパーロ       | 牡7  | 愛知 | 1:29.2 | 戸部尚実   | 川西毅     |
| 第50回 | 2011年1月1日  | シルバーウインド   | 牝5  | 愛知 | 1:29.6 | 宇都英樹   | 藤ヶ崎一男 |
| 第51回 | 2012年1月3日  | ロードグリン       | 牡7  | 愛知 | 2:00.3 | 今井貴大   | 竹下直人   |
| 第52回 | 2013年1月2日  | コスモエスプレッソ | 牡4  | 愛知 | 1:56.4 | 戸部尚実   | 川西毅     |
| 第53回 | 2014年1月2日  | ノゾミカイソク     | 牡5  | 愛知 | 1:59.6 | 丸野勝虎   | 錦見勇夫   |
| 第54回 | 2015年1月2日  | ケントリュウコウ   | 牡7  | 愛知 | 1:57.1 | 安部幸夫   | 今津博之   |
| 第55回 | 2016年1月2日  | コスモナーダム     | 牡5  | 愛知 | 1:59.5 | 大畑雅章   | 井手上慎一 |
| 第56回 | 2017年1月2日  | ワンダフルタイム   | 牝6  | 愛知 | 1:58.9 | 宇都英樹   | 角田輝也   |
| 第57回 | 2018年1月2日  | アスタークライ     | 牡4  | 愛知 | 2:00.4 | 岡部誠     | 原口次夫   |
| 第58回 | 2019年1月3日  | オールージュ       | 牡5  | 愛知 | 1:57.9 | 村上弘樹   | 瀬戸口悟   |
| –      | 2020年1月2日  | トライゲッター     | 騸4  | 愛知 | 1:59.0 | 丸山真一   | 竹下直人   |
| –      | 2021年1月2日  | ジェネラルエリア   | 牝4  | 愛知 | 2:01.1 | 今井貴大   | 川西毅     |
| –      | 2022年1月2日  | ラブオナヴィータ   | 牝5  | 愛知 | 2:00.8 | 岡部誠     | 藤ヶ崎一男 |
| –      | 2023年1月2日  | ジョブックルーチェ | 牝5  | 愛知 | 1:51.8 | 今井貴大   | 今津博之   |
| –      | 2024年1月2日  | ヴォランテ         | 牡4  | 愛知 | 2:11.9 | 今井貴大   | 角田輝也   |
| –      | 2025年1月2日  | メイショウタイセツ | 牡4  | 愛知 | 2:09.6 | 加藤聡一   | 宇都英樹   |

※馬齢は2000年以前についても現表記を用いる。

### 各回競走結果の出典
- 新春盃 歴代優勝馬 - 地方競馬全国協会
- JBISサーチ 
  - 2024年、2025年